# Omaanse voetbalbond
De Omaanse voetbalbond of Oman Football Association (OFA) is de voetbalbond van Oman.
De voetbalbond werd opgericht in 1978 en is sinds 1980 lid van de Aziatisch voetbalbond (AFC) en sinds 2010 lid van de West-Aziatische voetbalbond (WAFF). In 1980 werd de bond lid van de FIFA. De voetbalbond is verantwoordelijk voor het Omaans voetbalelftal. Het hoofdkantoor staat in Al Khoudh.

## President
In oktober 2021 was de president Salem Said Salem Al Wahaibi.